# سیارک ۱۱۱۶۶۰
سیارک ۱۱۱۶۶۰ (به انگلیسی: 111660 Jimgray، نامگذاری:2002AP205) صد و یازده هزار و ششصد و شصتمین سیارک کشف شده‌است که در ۱۳ ژانویه ۲۰۰۲ کشف شد.